# Invaders (film)
Pour les articles homonymes, voir Invaders.
Pour plus de détails, voir Fiche technique et Distribution.
Invaders (Occupation) est un film australien réalisé par Luke Sparke, sorti en 2018.

## Synopsis
Un groupe de survivants se réunit dans une ville en Australie pour contrer une invasion extraterrestre.

## Fiche technique
- Titre : Invaders
- Titre original : Occupation
- Réalisation : Luke Sparke
- Scénario : Luke Sparke et Felix Williamson
- Musique : Christopher Elves
- Photographie : Tony O'Loughlan
- Montage : David Napier et Luke Sparke
- Production : Carly Imrie et Carmel Imrie
- Société de production : SparkeFilms History Design
- Pays :  Australie
- Genre : Action, drame, science-fiction et guerre
- Durée : 119 minutes
- Dates de sortie : 
  -  Australie : 12 juillet 2018

## Distribution
- Dan Ewing : Matt Simmons
- Temuera Morrison : Peter Bartlett
- Stephany Jacobsen : Amelia Chambers
- Rhiannon Fish : Vanessa
- Zac Garred : Dennis
- Izzy Stevens : Isabella Bartlett
- Charles Jazz Terrier : Jackson
- Charles Mesure : Arnold
- Felix Williamson : Seth Grimes
- Jacqueline McKenzie : le colonel Grant
- Aaron Jeffery : le major Davis
- Trystan Go : Marcus Chambers
- Ben Chisholm : Jimmy
- Erin Connor : Jenny Bartlett
- Rhylan Jay Bush : Samuel Bartlett
- Katrina Risteska : Chloe
- John Reynolds : le capitaine Bayley
- Lai Peng Chan : Helen Chambers

## Accueil
Justin Lowe pour The Hollywood Reporter estime que le film « fait le job » mais est « oubliable ».